# أحمد صوفا
أحمد صوفا مواليد 30 يونيو 1943 في شيتاغونغ - الوفاة 28 يوليو 2001 في دكا، هو كاتب وروائي وشاعر بنغلاديشي. درس في جامعة دكا، كتب خلال مسيرته 18 كتاباً غير خيالي و8 روايات و4 مجموعات شعرية ومجموعة قصص قصيرة والعديد من الكتب في مجالات أخرى.